# Lasioglossum lesseppsi
Lasioglossum lesseppsi är en biart som först beskrevs av Cockerell 1928.  Lasioglossum lesseppsi ingår i släktet smalbin, och familjen vägbin. Inga underarter finns listade i Catalogue of Life.